# Alemanía
Alemanía ist ein Dorf im Departamento Guachipas der Provinz Salta im Nordwesten Argentiniens. Es liegt an der Mündung des Flusses Río Alemanía in den Río de las Conchas, etwa 120 km südlich der Provinzhauptstadt Salta. Das Dorf entstand 1912 als geplante Zwischenstation der Bahnstrecke Cerrillos–Alemanía, die die Städte Salta und Cafayate miteinander verbinden sollte.
Die Strecke wurde von Salta bis Alemanía ausgebaut, die Verbindung nach Cafayate aber nie fertiggestellt. 1918 wurde der Bau gestoppt, 1920 wurde das Bauprojekt endgültig aufgegeben. Der Zug zwischen Alemanía und Salta verkehrte noch bis Anfang der 1970er Jahre.

Eisenbahnbrücke von Alemanía

Bis 1920 lebten in Alemanía über zweihundert Familien; im Jahr 2011 waren es noch etwa zehn. Das Dorf hat eine Schule und eine Kapelle namens Capilla San José. Der Ort lebt hauptsächlich von der Landwirtschaft und zu geringen Teilen vom Tourismus. Die Einheimischen verkaufen Handwerksarbeiten und bieten auf Anfrage Führungen in die Umgebung an. Alljährlich im August wird das Fest der Pachamama gefeiert. Es gibt einen Campingplatz im Ort.
In den Bergen oberhalb des Dorfes befindet sich der Wasserfall „Cascada de Alemanía“ (Lage: 25° 40′ S, 65° 36′ W), der in einem fünfstündigen Fußmarsch erreicht werden kann. Der Abstieg dauert etwa vier Stunden.

## Namensherkunft
Es wird vermutet, dass der Name Alemanía von „Alemania“, dem spanischen Wort für Deutschland stammt und dem Ort von deutschen Ingenieuren und Streckenarbeitern gegeben wurde. Nach einer anderen Theorie reicht der Name bis ins siebzehnte Jahrhundert zurück.

## Sonstiges
- 2009 wurde in Alemanía der Film And Soon the Darkness, eine Neuverfilmung des 1970 erschienenen Films Tödliche Ferien, gedreht.[5]